# Elias Lindholm
Elias Lindholm (ur. 2 grudnia 1994 w Boden) – szwedzki hokeista, reprezentant Szwecji.
Jego ojciec Mikael (ur. 1964), brat Oliver (ur. 1992) i kuzyn Calle Järnkrok także zostali hokeistami. Inny szwedzki hokeista Hampus Lindholm (ur. 1994, obaj występowali w kadrach juniorskich kraju) nie jest z nim spokrewniony.

## Kariera klubowa
- Gästrikland (2008–2010)
- Brynäs J16 (2009)
- Brynäs J18 (2009–2012)
- Brynäs J20 (2010–2012)
- Brynäs (2012–2013)
- Carolina Hurricanes (2013-2018)
  -  Charlotte Checkers (2013)
- Calgary Flames (2018-)

Wychowanek klubu Gävle GIK. Karierę rozwijał w kolejnych grupach wieku juniorskiego w klubie Brynäs. W KHL Junior Draft w 2011 został wybrany przez SKA Sankt Petersburg. W marcu 2012 przeszedł do zespołu seniorskiego Brynäs w lidze Elitserien i w rozegrał z nim sezon Elitserien (2012/2013). W drafcie NHL z 2013 został wybrany przez amerykański klub Carolina Hurricanes z numerem 5 i w lipcu 2013 podpisał kontrakt wstępny z tym klubem. W lidze NHL gra od sezonu NHL (2013/2014). W tym czasie w listopadzie 2013 był tymczasowo przekazany do zespołu farmerskiego w lidze AHL. W czerwcu 2018 przeszedł do Calgary Flames. W lipcu 2018 przedłużył umowę z tym klubem o sześć lat.

## Kariera reprezentacyjna
Został reprezentantem Szwecji. Uczestniczył w turniejach mistrzostw świata do lat 18 2012, do lat 20 2013, 2014. W kadrze seniorskiej uczestniczył w turniejach mistrzostw świata 2015, 2017, 2019, Pucharu Świata 2016.

## Sukcesy
Reprezentacyjne
- Srebrny medal mistrzostw świata juniorów do lat 18: 2012
- Srebrny medal mistrzostw świata juniorów do lat 20: 2013
- Złoty medal mistrzostw świata: 2017

Klubowe
- Złoty medal mistrzostw Szwecji do lat 18: 2010 z Brynäs J18
- Brązowy medal mistrzostw Szwecji do lat 18: 2011 z Brynäs J18
- Złoty medal mistrzostw Szwecji: 2012 z Brynäs

Indywidualne
- J20 SuperElit 2011/2012:
  - Pierwsze miejsce w klasyfikacji kanadyjskiej: 49 punktów
  - Pierwsze miejsce w klasyfikacji kanadyjskiej wśród juniorów do lat 18: 49 punktów
  - Najlepszy napastnik sezonu
- Elitserien (2012/2013):
  - Pierwsze miejsce w klasyfikacji kanadyjskiej wśród juniorów: 30 punktów
- NHL (2018/2019):
  - Viking Award[7]